# سينزيا دي كاروليس
سينزيا دي كاروليس (بالإيطالية: Cinzia De Carolis) هي ممثلة إيطالية، ولدت في 22 مارس 1960 بروما في إيطاليا.

## وصلات خارجية
- سينزيا دي كاروليس على موقع IMDb (الإنجليزية)
- سينزيا دي كاروليس على موقع ديسكوغز (الإنجليزية)
- سينزيا دي كاروليس على موقع قاعدة بيانات الفيلم (الإنجليزية)